# Boursin (formaggio)
Boursin è un formaggio a pasta molle prodotto dall'azienda francese Bel. 

## Storia
Il Boursin iniziò a essere prodotto nel 1957 nella formaggeria di François Boursin, un casaro della Normandia. A detta dei produttori, il Boursin sarebbe "il primo formaggio a pasta molle aromatizzato ad apparire sulle tavole francesi". Nel 1990 il marchio Boursin venne acquisito da Unilever, che lo vendette al Groupe Bel nel novembre 2007 per 400 milioni di euro.